# Лаудонио, Абель
Абель Лаудонио (исп. Abel Ricardo Laudonio, Абель Лаудонио; 30 августа 1938, Буэнос-Айрес — 12 августа 2014, там же)  — аргентинский боксёр, бронзовый призёр летних Олимпийских игр в Риме (1960).

## Биография
Родился в Буэнос-Айресе.
Чемпион Аргентины, также являлся участником летних Олимпийских игр в Мельбурне (1956), где занял 9 место. Выиграл золотую медаль на Панамериканских играх в Чикаго (1959).
После римской Олимпиады он перешёл в профессиональный бокс, где провёл 56 боёв (48 побед, 6 поражений, 2 ничьи). Первые 36 боев он провел без поражений, из них 19 нокаутом.
В 1964 г. стал чемпионом Аргентины среди профессионалов в легком весе. В 1965 году ушёл из бокса.